# NGC 4764
NGC 4764 је елиптична галаксија у сазвежђу Девица која се налази на NGC листи објеката дубоког неба.
Деклинација објекта је - 9° 15' 27" а ректасцензија 12h 53m 6,7s. Привидна величина (магнитуда) објекта NGC 4764 износи 15,1 а фотографска магнитуда 16,1. NGC 4764 је још познат и под ознакама HCG 62D, PGC 43760.